# 1829
1829 (MDCCCXXIX) je bilo navadno leto, ki se je po gregorijanskem koledarju začelo na četrtek, po 12 dni počasnejšem julijanskem koledarju pa na torek.

## Dogodki
- Juri Cipot izdaja prvi samostojni evangeličanski molitvenik: Dühovni Áldovi.
- Gioacchino Rossini napiše svojo opero Viljem Tell

## Rojstva
- 29. januar - Štefan Pauli (Pavel) slovenski rimskokatoliški župnik, domnevni pesnik (* 1760)
- 26. februar - Levi Strauss, nemško-ameriški industrialec, izumitelj jeansa († 1902)
- 7. marec - Niši Amane, japonski politik in filozof († 1897)
- 23. marec - Norman Robert Pogson, angleški astronom († 1891)
- 15. oktober - Asaph Hall, ameriški astronom († 1907)

## Smrti
- 12. januar - Karl Wilhelm Friedrich von Schlegel, nemški pesnik, kritik, učenjak (* 1772)
- 6. april - Niels Henrik Abel, norveški matematik (* 1802)
- 10. maj - Thomas Young, angleški fizik (* 1773)
- 29. maj - sir Humphry Davy, angleški kemik (* 1778)
- 14. november - Louis-Nicolas Vauquelin, francoski kemik (* 1763)
- 18. december - Jean-Baptiste de Lamarck, francoski zoolog, botanik in evolucionist (* 1744)